# Anita L. Allen
Anita LaFrance Allen-Castellitto (Port Townsend, Washington, 24 de març del 1953) és una professora i filòsofa estatunidenca, que treballa al Henry R. Silverman de Dret i a l'Escola de Dret de la Universitat de Pennsilvània. També és vicedegana de la Facultat de Medicina de la Universitat de Pennsilvània, i col·laboradora en estudis de dones africanes, i en el Programa de gènere, sexualitat i estudis sobre les dones. Al 2010, el president Barack Obama la nomenà per a la Comissió Presidencial per a l'Estudi d'Afers Bioètics. És membre del Centre Hastings.

## Biografia
És originària de Fort Worden (Port Townsend, Washington). Sos pares, Carrye Mae Cloud i Grover Cleveland Allen, són nadius d'Atlanta, Geòrgia. El seu pare era militar. Allen va passar la infantesa en bases militars, com ara a Fort Benning, Geòrgia, i Schofield Barracks, Hawaii.
Al 1985, es casà amb Paul Vincent Castellitto, un advocat de New Rochelle, Nova York. La parella adoptà dos fills. El seu matrimoni anterior, al 1982, amb l'artista Michael Kelly Williams de Detroit, Michigan, acabà en divorci. Anita fou model per a un gravat en fusta de Williams, Afternoon of a Geòrgia Faun. Es va imprimir una versió original del gravat en el taller de Robert Blackburn i hui s'exposa en la col·lecció d'impressions permanents de la Biblioteca del Congrés dels Estats Units a Washington, DC.

## Educació
Al 1970, es graduà com a estudiant d'honor per la Baker High School de Columbus, Geòrgia.
Obtingué el batxillerat d'art pel New College of Florida, en el consell d'administració del qual després treballaria més tard. Mentre estava matriculada en New College, passà un any estudiant a Itàlia i Alemanya. Sota la direcció del professor Bryan Norton, acabà una tesi de llicenciatura en filosofia del positivista lògic Rudolf Carnap.
Feu les defenses de tesis, pel seu màster en Art i la seua llicenciatura en Filosofia per la Universitat de Michigan. Va rebre capacitació en filosofia analítica, en la Universitat de Michigan, on també estudià dansa moderna, juntament amb la seua companya de classe Madonna. El professor Richard Brandt, un destacat defensor de l'utilitarisme moral, supervisà la tesi doctoral d'Allen, "Rights, Children and Education" (Drets, Infància i Educació.). Hi examinava les teories de Thomas Hobbes i de John Locke sobre l'autoritat paterna i l'ideal moral del dret a l'educació. Així, advocava per una major autonomia per als infants. Allen fou una de les primeres dones afroamericanes que obtingué un doctorat en filosofia, juntament amb Joyce Mitchell Cook, LaVerne Shelton i Adrian Piper.
Obtingué el Juris Doctor en jurisprudència per la Harvard Law School. Mentre assistia a Harvard, fou professora d'ensenyament per a professors, amb Michael Sandel, Ronald Dworkin, Robert Nozick i Sissela Bok. Treballà com a associada de dret d'estiu en les signatures de lleis Gaston Snow Ely Bartlett a Boston, i en Milbank, Tweed, Hadley & McCloy a Nova York.

## Carrera professional
Abans d'entrar a la Facultat de Penn, fou professora i degana associada per a recerca i beques en l'Escola de Dret de la Universitat de Georgetown, de 1987 a 1998; i de 1978 a 1981 fou professora ajudant de filosofia de la Universitat Carnegie Mellon. Fou la primera dona afroamericana que treballà en la Facultat de Dret de la Universitat de Pittsburgh, de 1985 a 1987. Fou membre visitant de les facultats de Dret, en la Universitat de Waseda, a Tòquio, Escola de Salut Pública de la Universitat Johns Hopkins, Universitat de Washington, Escola de Dret de la Universitat Hofstra, Facultat de Dret de la Universitat d'Arizona, Universitat de Princeton, Yale Law School, Escola de Dret de la Universitat Villanova, i en la Harvard Law School.
És experta en dret de la privacitat i en ètica contemporània. És reconeguda pels seus estudis sobre filosofia legal, drets de les dones i relacions ètniques.
Forma part de gabinets de Pennsilvània i Nova York. Practicà entre 1984 i 1985 la professió liberal en Cravath, Swaine & Moore, a Nova York.
Ha estat convidada a fer conferències en col·legis i universitats dels Estats Units i al Canadà, Europa, Austràlia, Japó i Taiwan. Ha fet aparicions en:
- The Ethical Edge,
- 20/20,
- Nightline,
- Good Morning America,
- 60 Minutes,
- Face the Nation,
- Talk of the Nation, i altres programes de ràdio i TV.

Ha escrit per a la premsa popular, com ara:
- O, the Oprah magazine,
- Daily Beast.com,
- Newark Star Ledger.

### Algunes publicacions

#### Llibres
- Allen, Anita L. Uneasy access: privacy for women in a free society, 1988.

- Allen, Anita L.; Regan, Jr. Debating "Democracy's Discontent": essays on American politics, law, and public philosophy, 1998.

- Allen, Anita L.; Turkington Privacy law: cases and materials, 2002.

- Allen, Anita L. Why privacy isn't everything: feminist reflections on personal accountability, 2003.

- Allen, Anita L. The new ethics: a guided tour of the 21st century moral landscape, 2004.[3]

- Allen, Anita L. Privacy law and society, 2011.

- Allen, Anita L. Unpopular privacy: what must we hide?, 2011.

## Honors
És una de les professionals afroamericanes reeixides les experiències i les perspectives de les quals s'han perfilat en llibres com:
- Llorer Holliday. Children of the Dream (2000),
- Ellis Cus. The Rage of a Privileged Class (1994),
- George Yancy African American Philosophers: 17 Conversations (1998),
- Elwood Watson. Outsiders Within (2008).

- 2007: va aparèixer en l'article de Carlin Romano, "Un desafiament per a la filosofia". D'ella, va escriure: "Anita Allen és al cim del seu camp, però té serioses preocupacions sobre la seua pròpia manca d'obertura i diversitat".[4]

- 2010, el president Barack Obama la designà per a la Comissió Presidencial per a l'Estudi de les Qüestions Bioètiques.

### Filiacions
- Programa de Princeton en Dret i Afers Públics,
- Consell Americà de Societats de l'Aprenentatge,
- Associació Americana de Dones Universitàries,
- Fundació Ford,
- Associació Americana per a l'Ètica Pràctica i Professional,
- Centre d'Informació de Privacitat Electrònica,
- Centre Hastings,
- Coalició d'Atenció de Maternitat,
- Associació Nacional per al Comitè d'Avaluació Judicial de Dones Advocades,
- Aliança de Nens de Filadèlfia Occidental,
- Comitè Assessor Nacional per a la Recerca del Genoma Humà.
- 2016: electa membre de l'Acadèmia Nacional de Medicina.
- 2017: elegida vicepresidenta i presidenta electa de la Divisió Oriental de l'Associació Filosòfica Americana, la primera dona afroamericana a ocupar el càrrec en qualsevol divisió de l'associació.